# Zentralamerika- und Karibikspiele 1993/Badminton
Badminton war eine Sportart der in Ponce, Puerto Rico, ausgetragenen 17. Zentralamerika- und Karibikspiele. Das Badmintonturnier fand Ende November 1993 in Guatemala-Stadt statt.

## Medaillengewinner
| Disziplin    | Gold                             | Silber | Bronze                             |
| ------------ | -------------------------------- | --- | ---------------------------------- |
| Herreneinzel | Kenneth Erichsen                 | Viktor Serralde | Moises Altalef                     |
| Herreneinzel | Kenneth Erichsen                 | Viktor Serralde | Raúl Martínez                      |
| Dameneinzel  | Norma Hernandez                  | Gabriela Melgoza | Veronica Estrada                   |
| Dameneinzel  | Norma Hernandez                  | Gabriela Melgoza | Rosabel Vasquez                    |
| Herrendoppel | Moises Altalef Raúl Martínez     | Kenneth Erichsen Renato Rosales | Lorenzo Ruíz Viktor Serralde       |
| Herrendoppel | Moises Altalef Raúl Martínez     | Kenneth Erichsen Renato Rosales | Luis Lopezllera Bernardo Monreal   |
| Damendoppel  | Gabriela Melgoza Norma Hernandez | Sabrina Cassie Alida Aguillera | Mercedes Pierola Monica Rossil     |
| Damendoppel  | Gabriela Melgoza Norma Hernandez | Sabrina Cassie Alida Aguillera | Veronica Estrada Zvetlana Serralde |
| Mixed        | Argyle Maynard Caroline Vaughn   | Renato Rosales Mercedes Pierola | Lorenzo Ruíz Gabriela Melgoza      |
| Mixed        | Argyle Maynard Caroline Vaughn   | Renato Rosales Mercedes Pierola | Bernardo Monreal Norma Hernandez   |
| Teams        | Guatemala                        | Mexiko Verónica Estrada Norma Hernández Luis Lopezllera Gabriela Melgoza Bernardo Monreal Lorenzo Ruíz Svetlana Serralde Viktor Serralde |                                    |